# 艦本式タービン
艦本式タービン（かんほんしきタービン）とは、日本海軍の艦政本部で開発された蒸気タービン。艦艇用タービンとしては初めて純国産化を達成したタービンである。

## 開発の背景

艦本式高低圧タービンの配置を示した図。HPが高圧衝動型タービン、LPが低圧反動型タービン、CTが巡航用タービンで褐色のMGが減速ギアボックスである。

日本海軍は以前は蒸気レシプロ機関を使用していたが、やがて、パワーウェイトレシオ、熱効率、信頼性に優れた蒸気タービン機関を主流とするようになった。
しかし、当初の蒸気タービンは海外メーカー製の輸入品であり、有事の際の補修部品の安定供給などに懸念があった。海軍の艦艇の基幹を司るものであるから国産化が急務であると考え、艦政本部と関連企業が一丸となった国産化の努力により本形式を開発した。

## 艦本式タービン導入までの沿革
- 1908年（明治41年）

三菱合資会社三菱造船所（現：三菱重工業長崎造船所）で通報艦「最上」竣工。長崎造船所がライセンス契約したパーソンズ式反動タービンを搭載。
- 1909年（明治42年）

呉海軍工廠で巡洋戦艦「伊吹」竣工。カーチス式衝動タービンを輸入し据付。
- 1912年（明治45年）

横須賀海軍工廠で戦艦「河内」竣工。ブラウン・カーチス式タービンを輸入し据付。
- 1915年（大正4年）

川崎造船所で巡洋戦艦「榛名」竣工。ライセンス契約したブラウン・カーチス式タービンを搭載。
この時点では、パーソンズ式とブラウン・カーチス式のどちらが優勢か判断できず、並行して使用する状況となっている。筑摩型二等巡洋艦を建造した際に、「筑摩」・「矢矧」はブラウン・カーチス式、「平戸」はパーソンズ式を搭載し、比較使用を試みた。結果的にブラウン・カーチス式が優勢と見られたが、有力な艦艇メーカーである長崎造船所のライセンスがパーソンズ式であったため、長崎造船所が新たにブラウン・カーチス式を契約し、パーソンズ式のライセンスを神戸造船所に委譲するまで、長崎造船所建造艦のみ三菱パーソンズ式搭載艦となる。最後の三菱パーソンズ式搭載艦は重巡洋艦「青葉」である。一方で、長崎造船所・川崎造船所では独自の改良を加えたタービンを自社生産するようになっている。
- 1916年（大正5年）

佐世保海軍工廠で桃型駆逐艦「桃」竣工。艦本式直結タービンを搭載。
ブラウン・カーチス式を独自改良したもので、直結式としては純国産を達成した。しかし世界的には減速機搭載タービンの時代に入り、減速機の研究を要した。
- 1919年（大正8年）

樅型駆逐艦の量産開始。
八八艦隊計画にともなう大量建造に備え、各種タービンの試行を兼ねて石川島造船所（現：IHI）に陸用ツェリー式、浦賀船渠にラトー式タービンの搭載を許可。
- 1920年（大正9年）

佐世保海軍工廠で軽巡洋艦「球磨」竣工。技本式オールギアードタービンを搭載。
組織改編で「海軍技術本部」に改称していた頃に、アメリカのウェスティングハウス社が開発した多段階減速機を導入して製造した。当初は減速機は輸入に頼ったが、戦艦「陸奥」搭載タービンはウェスティングハウスから得た設計図を元に横須賀工廠で作成した減速機を搭載した。
- 1924年（大正13年）

藤永田造船所で駆逐艦「朝凪」竣工。艦本式タービン搭載第一号。
技本式タービンの純国産化に成功。以後、主力タービンとして海軍艦艇に普及した。最大のものは1セットで4万馬力であった。

## その他
高出力、高信頼性の艦本式タービンの開発、製造で培われた経験は、発電用タービンの開発、製造に活用された。